# Oberrettenbach
Oberrettenbach est une ancienne commune autrichienne du district de Weiz en Styrie.